# Salm (rivière d'Allemagne)
Pour les articles homonymes, voir Salm.
La Salm est une rivière allemande de 63 km de long qui coule dans le land de Rhénanie-Palatinat. Elle est un affluent en rive gauche de la Moselle.

## Géographie
Elle prend sa source dans le massif de l'Eifel, près du village de Salm, au sud de la ville de Gerolstein et se jette dans la Moselle au niveau de la ville de Klüsserath.

## Source
- (en) Cet article est partiellement ou en totalité issu de l’article de Wikipédia en anglais intitulé « Salm (Moselle) » (voir la liste des auteurs).